# Antiaropsis
Antiaropsis é um género botânico pertencente à família Moraceae.